# Bram Stoker Awards 1990
Der Bram Stoker Award 1990 wurde im Jahr 1991 für Literatur aus dem Vorjahr in sieben Kategorien vergeben. Bei der Verleihung werden jährlich außergewöhnliche Beiträge zur Horrorliteratur geehrt. Der Bram Stoker Award wird seit 1987 vergeben, die Gewinner werden per Wahl von den Mitgliedern der Horror Writers Association (HWA), bis 1993 Horror Writers of America, bestimmt.
1990 gab es zwei Doppelnominierung: Stephen King erhielt den Preis für den besten Sammelband mit Midnight, die darin enthaltene Novelle Langoliers wurde für die Kategorie Novelle nominiert. Zusätzlich wurde Michael Blumlein ebenfalls sowohl für die Kategorie Sammelband und Novelle nominiert.

## Gewinner und nominierte Autoren
Der Bram Stoker Award 1990 wurde im Jahr 1991 in sieben Kategorien vergeben:
| Kategorie                         | Gewinner                      | Werk                                                                   | Weitere nominierte Autoren | Bilder der Gewinner    |
| --------------------------------- | ----------------------------- | ---------------------------------------------------------------------- | --- | ---------------------- |
| Roman (Novel)                     | Robert R. McCammon            | Mine (deutsch: Botin des Schreckens)                                   | - Joe R. Lansdale: Savage Season - Richard Laymon: Funland (deutsch: Jahrmarkt des Grauens) - Chet Williamson: Reign                                                        |                        |
| Erstlingswerk (First Novel)       | Bentley Little                | The Revelation                                                         | - T. Chris Martindale: Nightblood - Tom Piccirilli: Dark Father - Alan Rodgers: Blood of the Children                                                                       |                        |
| Novelle (Long Fiction)            | Elizabeth Massie              | Stephen                                                                | - Michael Blumlein: Bestseller - Stephen King: The Langoliers (deutsch: Langoliers) - Dan Simmons: Entropy's Bed at Midnight - F. Paul Wilson: Pelts                        |                        |
| Kurzgeschichte (Short Fiction)    | David B. Silva                | The Calling                                                            | - Edward Bryant: The Loneliest Number - Steve Rasnic Tem: Back Windows - Karl Edward Wagner: But You'll Never Follow Me - Chet Williamson: From the Papers of Helmut Hecher |                        |
| Sammelband (Fiction Collection)   | Stephen King                  | Four Past Midnight (deutsch: In zwei Bänden als Nachts und Langoliers) | - Michael Blumlein: The Brains of Rats - Dan Simmons: Prayers to Broken Stones - Peter Straub: Houses Without Doors                                                         |                        |
| Sachbuch (Nonfiction)             | Stanley Wiater                | Dark Dreamers                                                          | - Neil Barron: Horror Literature: A Reader's Guide - Joe Bob Briggs: Joe Bob Goes Back to the Drive-In - S.T. Joshi: The Weird Tale - David J. Skal: Hollywood Gothic       |                        |
| Lebenswerk (Lifetime Achievement) | Hugh B. Cave Richard Matheson |                                                                        | | Richard Matheson, 2008 |